# Lepidodactylus pumilus
Lepidodactylus pumilus är en ödleart som beskrevs av  George Albert Boulenger 1885. Lepidodactylus pumilus ingår i släktet Lepidodactylus och familjen geckoödlor. Inga underarter finns listade i Catalogue of Life.